# Campeonato de Portugal
El Campeonato de Portugal es la cuarta liga de fútbol más importante de Portugal y es el único torneo de fútbol semiprofesional del país organizado por la Federación Portuguesa de Fútbol. Hasta la temporada 2020-21 fue la tercera categoría del fútbol portugués.

## Origen
El torneo fue creado en el año 2013 con el nombre Campeonato Nacional de Seniores para sustituir a la II Divisão y la III Divisao, las cuales eran el tercer y cuarto nivel de fútbol portugués respectivamente. 
El 22 de octubre de 2015 la liga adopta su nombre actual.

## Formato
La primera temporada se realizó con 19 equipos de la Liga Distrital de Portugal, 39 de la II Divisão, 19 de la III Divisao y 3 equipos descendidos de la Liga de Honra de la temporada 2012/13 para totalizar 80 equipos.
El Campeonato de Portugal en la 1ª Fase es disputado por 56 clubes, que se dividen
por cuatro series de 14 equipos, distribuidos según su ubicación
área geográfica, en términos regulatorios.
En cada serie, los clubes juegan entre sí dos veces y por puntos, una vez como calidad
como visitante y otro como visitante, según el sorteo.
Los dos primeros clasificados de cada serie, de un total de ocho, están clasificados para la
2ª Fase, Subir de categoría y/o mantener la categoría.
La 2ª Fase, la disputan ocho clubes, distribuidos en dos series de cuatro
equipos, según su ubicación geográfica.
En cada serie todos los clubes juegan entre sí dos veces y por puntos, una vez en
como visitante y otro como visitante, según el sorteo.
La 3ª, Se juega en un partido (Final), en campo neutral, por los dos clubes clasificados,
destinado a determinar el campeón de la Categoría.
El club con más puntos en la fase anterior juega como local; en caso de
empate, el club con el menor número total de tarjetas amarillas y rojas en todo el
la competición se jugará en condición de local.
Los equipos clasificados primero y segundo en cada serie clasifican para la Liga 3 para la siguiente temporada.
Los seis peores clasificados de cada serie bajan a los campeonatos distritales, en un
total de 24 clubes.
Los restantes clubes clasificados (3º al 8º) de cada serie aseguran el mantenimiento en la categoría.

## Equipos 2024-25
GRUPO A:
| - G.D. Bragança - Brito S.C. - Dumiense F.C. - G.D. Joane - A.D. Limianos - Os Sandinenses - Paredes | - Pevidém S.C. - Rebordosa A.C. - F.C. Tirsense - C.A. Valdevez - S.C. Vianense - S.C. Vila Real - Vitória de Guimarães B |

GRUPO B:
| - F.C. Alpendorada - S.C. Beira-Mar - A.D. Camacha - C.D. Cinfães - S.C. Coimbrões - Gondomar S.C. - Guarda F.C. | - Leça F.C. - A.D. Machico - Marco 09 - Club Sport Marítimo "B" - S.C. Régua - S.C. Salgueiros - C.F. União de Lamas |

GRUPO C:
| - C.D. Alcains - Alverca B - Arronches e Benfica - Benfica Castelo Branco - C.D. Fátima - A.C. Marinhense - Mortágua F.C. | - O Elvas - C.F. Os Marialvas - Peniche - C.A. Pero Pinheiro - S.C. Pombal - Sertanense F.C. - União 1919 |

GRUPO D:
| - Amora F.C. - Barreirense - Comércio e Indústria - C.F. Estrela da Amadora B - Estrela de Vendas Novas - G.D. Fabril - G.D. Lagoa | - Louletano - Lusitano 1911 - Moncarapachense - Moura A.C. - C.D. Operário - FC Serpa - S.U. Sintrense |

## Lista de campeones
| Temporada | Campeón                                  | Resultado                                | Finalista                                |                                  | 3º Lugar                         | Resultado                        | 4º Lugar                         |
| --------- | ---------------------------------------- | ---------------------------------------- | ---------------------------------------- | -------------------------------- | -------------------------------- | -------------------------------- | -------------------------------- |
| 2013–14   | Freamunde                                | 3–2                                      | Oriental                                 |                                  | Vitória de Guimarães B           | 0–0, 2–0                         | Benfica e Castelo Branco         |
| 2014–15   | Mafra                                    | 1–1 (4-3, penaltis)                      | Famalicão                                |                                  | Varzim SC                        | 2–0, 1–1                         | Casa Pia                         |
| 2015-16   | Cova da Piedade                          | 0-0, (2-0 penaltis)                      | FC Vizela                                |                                  | AD Fafe                          | 1--0, 0--0                       | Casa Pia                         |
| 2016-17   | Real                                     | 2-0                                      | Oliveirense                              | Merelinense y Praiense           | Merelinense y Praiense           | Merelinense y Praiense           | Merelinense y Praiense           |
| 2017-18   | Mafra                                    | 2-1                                      | Farense                                  | União de Leiria y Vilafranquense | União de Leiria y Vilafranquense | União de Leiria y Vilafranquense | União de Leiria y Vilafranquense |
| 2018-19   | Casa Pia                                 | 2-2 (4-2, penaltis)                      | UD Vilafranquense                        | União de Leiria y Praiense       | União de Leiria y Praiense       | União de Leiria y Praiense       | União de Leiria y Praiense       |
| 2019–20   | Abandonado por la Pandemia del COVID-19. | Abandonado por la Pandemia del COVID-19. | Abandonado por la Pandemia del COVID-19. |                                  |                                  |                                  |                                  |
| 2020–21   | Trofense                                 | 1–0 (aet)                                | Estrela da Amadora                       |                                  |                                  |                                  |                                  |
| 2021–22   | U. S. C. Paredes                         | 4-0                                      | G. D. Fontinhas                          |                                  |                                  |                                  |                                  |
| 2022–23   | Atlético CP                              | 3-0                                      | SC Vianense                              |                                  |                                  |                                  |                                  |
| 2023-24   | Amarante FC                              | 3-0                                      | Vitória de Setúbal                       |                                  |                                  |                                  |                                  |

## Títulos por equipo
| Club               | Títulos | Subtítulos | Años campeón     | Años subcampeón |
| ------------------ | ------- | ---------- | ---------------- | --------------- |
| Mafra              | 2       | 0          | 2014–15, 2017–18 | –               |
| Freamunde          | 1       | 0          | 2013–14          | –               |
| Cova da Piedade    | 1       | 0          | 2015–16          | –               |
| Real               | 1       | 0          | 2016–17          | –               |
| Casa Pia           | 1       | 0          | 2018–19          | –               |
| Trofense           | 1       | 0          | 2020–21          | –               |
| U. S. C. Paredes   | 1       | 0          | 2021–22          | –               |
| Atlético CP        | 1       | 0          | 2022–23          | –               |
| Amarante FC        | 1       | 0          | 2023-24          | –               |
| Oriental           | 0       | 1          | –                | 2013–14         |
| Famalicão          | 0       | 1          | –                | 2014–15         |
| Vizela             | 0       | 1          | –                | 2015–16         |
| Oliveirense        | 0       | 1          | –                | 2016–17         |
| Farense            | 0       | 1          | –                | 2017–18         |
| Vilafranquense     | 0       | 1          | –                | 2018–19         |
| Estrela da Amadora | 0       | 1          | –                | 2020–21         |
| G. D. Fontinhas    | 0       | 1          | –                | 2021–22         |
| SC Vianense        | 0       | 1          | –                | 2022–23         |
| Vitória de Setúbal | 0       | 1          | –                | 2023-24         |